# サマラ文化
サマラ文化（サマラぶんか、英語: Samara culture）は、紀元前5千年紀に、ロシア西南部ヴォルガ川流域の銅器時代中期に存在した文化。のちにほぼ同じ地域に発展したクヴァリンスク文化の前段階の文化と考えられる。
セゼイェ（Sezzeye）で発見された集団墓地が代表的遺跡。遺体は土葬されている。平らな形の墓所や伸展位での埋葬法のほか、動物の歯で作った装飾品、イノシシの牙、貝殻、などといった副葬品が、西方のドニエプル・ドネツ文化のものと酷似している。馬の頭や体の骨が見つかっており、それらは墓所を覆うように置かれていることから、馬が葬儀の際に生贄として使用されたものと見られるが、これらの馬が家畜化されていたものであるという確証はない。
インド・ヨーロッパ語族の成立に関する仮説であるクルガン仮説では、古い時代に北方森林地帯の、おそらくウラル語族の言語を話していた人々との活発な交流があったことが想定されているが、サマラ文化の範囲はそういった交流地であったと推測される。